# Полугусеничный автомобиль на базе ГАЗ-63
Полугусеничный автомобиль на базе ГАЗ-63 — советский опытный грузовой автомобиль повышенной проходимости с полугусеничным движителем, созданный в конце 1940-х годов. Был выпущен в единственном экземпляре.

## История создания
В конце 1940-х—начале 1950-х в СССР на основе положительного опыта применения полугусеничной техники во Второй мировой войне велась активная разработка новых типов полугусеничных автомобилей, которые отвечали бы современным требованиям. Горьковским автомобильным заводом в этот период в рамках работ по повышению проходимости полноприводного автомобиля ГАЗ-63 на его базе был построен опытный образец полугусеничной машины с гусеничным движителем специальной разработки. Как и в случае с остальными аналогичными послевоенными советскими проектами, в связи с отказом от использования полугусеничной схемы как от бесперспективной работы по машине вскоре были прекращены.

## Описание конструкции
Конструкция машины была в целом аналогична таковой у ГАЗ-63, основным отличием являлась конструкция ходовой части.
Ходовая часть — полугусеничная, с передним ведущим автомобильным мостом. Гусеничный движитель имел оригинальную конструкцию и состоял из двух смонтированных на полуосях заднего моста тележек, каждая из которых включала в себя четыре опорных катка различного диаметра (два центральных катка имели больший диаметр, а два крайних, выполнявших также направляющую функцию — меньший) и верхнее центральное ведущее колесо. Гусеничная лента — резинометаллическая, с развитыми грунтозацепами.

### Сноски
1. ↑  Название, под которым машина фигурирует в современных источниках. Собственного индекса автомобиль, вероятно, не имел.